# 290-es évek
Évszázadok: 2. század – 3. század – 4. század
Évtizedek: 240-es évek – 250-es évek – 260-as évek – 270-es évek – 280-as évek – 290-es évek – 300-as évek – 310-es évek – 320-as évek – 330-as évek – 340-es évek
Évek: 290 291 292 293 294 295 296 297 298 299

## Események
- 290-ben megkezdődik a Litus Saxonicum (védelmi fal) építése a szászok ellen Anglia délnyugati részén.
- 293-ban Milánó a Nyugatrómai Birodalom közigazgatási központja lesz.
- 297-ben Diocletianus harcol a perzsák ellen.
- 295 és 300 között Diocletianus újjászervezi a római közigazgatást Észak-Afrikában.
- Diocletianus uralkodása idején a tetrarchia bevezetése.

## Híres személyek
- Diocletianus római császár